# Njemački savez
Njemačka konfederacija ili Njemački savez (njem. Deutscher Bund) bio je konfederacija 39 suverenih država Srednje Europe s pretežno njemačkim govornim područjem. Osnovan je na Bečkom kongresu (1815.) kao zamjena za nekadašnje Sveto Rimsko Carstvo koje je raspušteno 1806. godine.
Nadležnosti su saveza bile male. Politički su se činitelji obvezali na zajedničku obranu i održavali su izvjestan broj zajedničkih tvrđava. Bilo je predviđeno i da se u slučaju rata formiraju određene zajedničke vojne postrojbe. To se dogodilo samo jednom, tijekom rata s Danskom oko Schleswig-Holsteina.
Zajedničko tijelo bila je Dieta, koja se sastajala u Frankfurtu pod nominalnim predsjedništvom austrijskog cara koji je još nosio carsku titulu, izvedenu iz statusa u staroj Njemačkoj. Zakoni koje je Dieta donosila bili su uglavnom vezani uz obranu. Miješanje u unutrašnje poslove država-članica niti je bilo ostvarivo, niti se pokušavalo. Ovaj je savez donekle održavala i carinska unija (Zollverein) koja je nastala 1834. godine na inicijativu Pruske.
Najburniji trenutak ovog obrambeno-gospodarskog saveza bila je revolucija 1848. godine kada su delegati u Frankfurtu, u nacionalnom zanosu, planirali preobražaj saveza u novo, liberalno-građansko njemačko carstvo. Taj pokret, tijekom koga i nastala današnja njemačka zastava, ugušio je pruski kralj koji je imao drugačije planove za ujedinjenje Njemačke.
Upravo ostvarivanje tih planova dovest će do kraja saveza. Boreći se za prevlast u njemačkome svijetu, Pruska i Austrija su 1866. godine zaratile, što je označavalo i kraj Saveza. Poslije pruske pobjede, nastat će Sjevernonjemačka konfederacija, pod pruskom dominacijom, koji će poslužiti kao neposredni uvod za konačno ujedinjenje Njemačke pet godina kasnije.
Pokazalo se da cilj ovoga saveza nije ni bio postizanje nekog čvršćeg jedinstva usuglašavanjem interesa. Željelo se produljiti neku tradiciju zajedničke njemačke države, a da se pritom ne mijenja činjenično stanje koje je karakterizirala nezavisnost ustava. Razlozi su bili povijesni i gospodarski jer je nesmetana trgovina između zemalja-članica bila od velikog značenja, napose za građansku klasu u usponu.